# 結締組織病
結締組織病（connective tissue disease）是一种风湿性疾病，表现为结缔组织的慢性炎症，会波及身体很多组织器官。

## 病理
结缔组织是具有细胞外基质、可以支持、連結器官，並且保護器官的组织。這類的組織主要由兩種結構蛋白質分子所組成：膠原蛋白及弹性蛋白。生物體內有許多不同的膠原蛋白，分佈在各組織中。弹性蛋白類似彈簧，在受力時可以伸展，之後可以回到其原始的長度。弹性蛋白是連接骨頭和骨頭的韌帶的主要成份，也是皮膚的主要成份。若患有結締組織疾病，常見的情形是膠原蛋白及弹性蛋白因為發炎而受損。許多結締組織疾病的特點是免疫系統的異常活動，以及結締組織的發炎，因此也是自體免疫疾病。
若是容易使膠原蛋白發炎或是弱化的疾病，也會稱為是膠原疾病。膠原血管疾病常常和膠原蛋白及血管的異常有關（不過也有例外），在本質上也是自體免疫。
結締組織疾病可能有遺傳上的風險，或強或弱不等，也可能是因為環境因素而造成。

## 症状
结缔组织病可能引发肺部问题，如肺间质病变、肺动脉高压，后者可能进而发展成肺源性心脏病。

## 外部連結
- Merck Manual: Musculoskeletal and connective tissue disorders （页面存档备份，存于）
- Merck Manual: Inherited connective tissue disorders （页面存档备份，存于）
- Arthritis Foundation
- The Myositis Foundation （页面存档备份，存于）